# 9K333柳樹便攜式防空飛彈
9K333「柳樹」（英語：9K333 Verba；以下簡稱為「柳樹」）是一具由俄罗斯科洛姆納機械設計局所研製及生產的第四代肩扛式紅外尋的地對空導彈（SAM）系統，9K333是俄罗斯国防部火箭炮兵装备总局（GRAU）的代號；而北約代號為SA-29「小裝置」（英語：'Gizmo'）。其導彈本身被稱為9M336 。

## 歷史
「柳樹」最初就是研發作9K38「針」（北約代號：SA-18「松雞」）系列的替代品。2011年，「柳樹」進行其第一次測試；2014年，第一批「柳樹」交付給俄羅斯武裝部隊。同9K38「針」取代9K32「箭-2」（北約代號：SA-7「聖杯」）時的事，其為全新專案而非「針」系列改良產品。
「柳樹」的主要新功能是其多光譜光學導引頭，具有三種傳感器，分別是紫外线、近紅外和中紅外；這要比9K338「超級針」（北約代號：SA-24「掃興者」）的兩種多了一種，而且紅外導引頭亦已得到加強。相互交錯式檢查傳感器可以更好地區分實際目標和紅外誘餌，並減低因反制手段而導引中斷的可能性，包括試圖令導彈失去導引的激光致盲器。
2016年，俄羅斯亦向印度推銷「柳樹」。

## 生產
該導彈系統正在為俄羅斯武裝部隊進行批量生產，自2014年以來，有幾個地面部隊和空中編隊裝備了「柳樹」。2011年夏季，它通過軍隊測試，並且在同年底確認生產後，首先裝備俄羅斯空降軍伊凡諾沃部隊。2015年，「柳樹」正式地投入俄軍服役。這時，科洛姆納機械設計局為俄軍配備了三個旅和兩個師的數量的「柳樹」。2014至15年度時，有四支空降軍部隊獲發配「柳樹」。科洛姆納機械設計局亦與俄羅斯國防部簽署了長期合同，開始生產並為國防部供應「柳樹」。到了2017年4月，已經交付了10套系統；同年11月，交付量大增至801套。

## 技術
「柳樹」的瞄準系統當中包括了“射後不理”；導彈發射以後會自行追踪目標，射手不必繼續瞄準目標，發射後的發射平台與導彈之間已經再無任何關聯。該瞄準系統亦具有整合在內的自動化控制系統，通過這種方式可以與兩台雷達交換地面和空中預警信息、追踪導彈攻擊範圍之外的空中目標，包括組群並確定其飛行參數，並將信息傳遞給系統上的我方作戰部隊，以他倆考慮到的位置與可分配的防空武器處理目標。
9M336導彈裝填在密封的玻璃纖維運輸和發射管以內。連接在發射管以下的是具有集成電子元件的9P521握把，熱電池和帶日光瞄準鏡的瞄準裝置。裝上全系統時，「柳樹」重達17.25公斤。瞄準裝置可與1L229V敵友識別系統和1PN97M Maugli-2M熱成像連接。
9M336導彈配備了LOMO被動式三通道光學導引頭，其探測器可在紫外、近紅外、中紅外三個带宽內運作。導引頭亦讓導彈可在惡劣天氣或夜間作戰。同樣地，亦可用以打擊小型接近目標。彈頭重2.5千克，由撞擊式引信或近炸引信引爆。尾部裝上的是固體燃料火箭发动机，當導彈被壓縮空氣射出發射管約數米以後就會點燃推進。
「柳樹」可以打擊固定翼飛機、直升機、無人航空載具、小型導彈和巡航导弹。導彈的垂直打擊範圍為10至5,000公尺，水平打擊範圍則是500至6,000公尺。對前方空中目標時可被加速至400米／秒的空速。對空中目標的最大空速為320米／秒。

## 系統組成
「柳樹」系統由以下所組成：
- 9M336導彈
- 9P521握把／擊發機構
- 1L229V地面敵友識別系統及小型無線電定位探測器，探測範圍40—80公里
- 9V681測試控制載體
- 9S931計劃組件
- 9S932-1改造和控制組件
- 9S933火力發射組件
- 培訓輔助工具

## 使用國
- 亞美尼亞：同一起交付的9K338「超級針」，數量未知[19]。
- 俄羅斯
- 叙利亚[20]
- 乌克兰[a][21]。

## 資料來源
1. 1 2 3 4 5 6  . kbm.ru. Konstruktorskoye byuro mashynostroyeniya.   [2017-08-15]. （原始内容存档于2018-01-10） （英语）. .   [2018-03-30]. 原始内容存档于2018-01-10.
2. ↑  .   [2018-03-30]. （原始内容存档于2018-04-07）.
3. ↑  （俄文） Artillery （页面存档备份，存于）
4. ↑  . GlobalSecurity.org.   [2018-03-30]. （原始内容存档于2017-10-08）.
5. ↑  New Russian Verba MANPADS will replace Igla-S （页面存档备份，存于） - Armyrecognition.com, 15 September 2014
6. ↑  New-generation man-portable air defence system Verba revealed to public at Army 2015 exhibition （页面存档备份，存于） - Armyrecognition.com, 19 June 2015
7. ↑  .   [2018-03-30]. （原始内容存档于2017-09-20）.
8. ↑  Nikolai Novichkov & Jeremy Binnie. . 2015-06-18  [2015-06-26]. （原始内容存档于2016-03-03）.
9. ↑  Boris Karpa. .   [2015-06-26]. （原始内容存档于2019-04-20）.
10. ↑  . www.kbm.ru.   [6 December 2017]. （原始内容存档于2015-06-26）.
11. ↑  . www.kbm.ru.   [6 December 2017]. （原始内容存档于2017-11-08）.
12. ↑  . vpk-news.ru.   [6 December 2017]. （原始内容存档于2017-11-08）.
13. ↑  Administrator. . www.armyrecognition.com.   [6 December 2017]. （原始内容存档于2017-02-02）.
14. ↑  . www.kbm.ru.   [6 December 2017]. （原始内容存档于2017-11-08）.
15. ↑  Sudakov, Dmitriy. . 14 April 2017  [6 December 2017]. （原始内容存档于2018-03-26）.
16. ↑  . armstrade.org.   [6 December 2017]. （原始内容存档于2017-11-07）.
17. ↑  Miroslav Gyürösi: KBM unveils decoy-resistant Verba MANPADS. Janes.com, 5. Juli 2015, archiviert vom Original am 5. April 2016; abgerufen am 5. April 2016.
18. ↑  Verba MANPADS （页面存档备份，存于）. Rosoboronexport, abgerufen am 5. April 2016.
19. ↑  . alert5.com.   [6 December 2017]. （原始内容存档于2018-07-20）.
20. ↑  .   [6 December 2017]. （原始内容存档于2018-02-21）.
21. ↑  .   [2024-02-14]. （原始内容存档于2024-02-14）.

## 外部連結
- （英文）—Verba man-portable air-defence system（页面存档备份，存于）
- （繁體中文）—中國評論新聞：俄公布新一代單兵便攜防空系統　可攻擊巡導（页面存档备份，存于）